# Deathgaze
Deathgaze (jap. デスゲイズ desugeizu) – japoński zespół nagoya kei. Został założony latem 2003 roku, współpracują z wytwórnią Enter Brain.

## Historia
Deathgaze został założony w lecie 2003 roku przez Hazukiego, Ai, Naoki i Kanna. Po wydaniu pierwszego singla „294036224052” wokalista Hazuki odszedł z zespołu na wiosnę 2004 roku, tworząc swój własny zespół lynch. Gitarzysta Kanna opuścił zespół w 2004 roku. W zastępstwie wokalista Sou i gitarzysta Naoto dołączyli do grupy w 2004 roku. Zespół wydał kilka singli oraz swój pierwszy album, zanim Sou odszedł pod koniec 2006 roku, aby zawarzeć małżeństwo. W marcu 2007 roku zespół ogłosił ośmiomiesięczną przerwę.
11 listopada 2007 roku zespół oficjalnie zakończył swoją przerwę z basistą Ai zajmującym miejsce wokalisty. Kontynuowali jako zespół trzyosobowy do marca 2008 roku, kiedy to do zespołu doszedł basista Kosuke. 26 kwietnia 2009 gitarzysta Naoto odszedł z zespołu, Takaki zajął jego miejsce oficjalnie 20 listopada 2009 roku. W 2009 roku Deathgaze wydali dziesięć singli (z których jeden jest reedycją) oraz trzy albumy. Ai jest głównym kompozytorem i autorem tekstów zespołu.
Od 2012 roku, zespół Deathgaze wydał 5 albumów oraz kilka singli. Ai jest głównym kompozytorem i pisarzem tekstów w zespole; był nim nawet wtedy, gdy pełnił jeszcze funkcję basisty. Jest on również odpowiedzialny za scenografię. Od roku 2003 do 2007, zespół był znany pod nazwą Knohhoso (jap. 野っ細)} i wykonywał covery popularnych japońskich zespołów. W Knohhoso Ai również był wokalistą.
23 marca 2013 roku Deathgaze poinformował o koncertowaniu w Europie upamiętniając tym samym swoje 10-lecie istnienia zespołu. Odwiedzili takie miasta jak: Paryż, Wrocław, Hamburg czy Wiedeń.
2 października 2014 roku, członkowie zespołu oficjalnie ogłosili przerwę na czas nieokreślony, zawieszając tym samym swoją działalność.

## Członkowie

### Obecni
- Ai (jap. 鐚依 lub 藍) – wokal (2008–obecnie), gitara (2009–obecnie), gitara basowa (2003–2007)
- Takaki (jap. 貴樹) – gitara
- Kosuke (jap. 孝介) – gitara basowa
- Naoki (jap. 直樹) – perkusja

### Byli
- Hazuki (jap. 葉月) – wokal (2003–2004), (obecnie w zespole lynch.)
- Kanna (jap. 柑那) – gitara (2003–2004)
- Sou (jap. 宗) – wokal (2004–2006)
- Naoto (jap. 直人) – gitara (2003–2009)

## Dyskografia

### Albumy
- genocide and mass murder (16 lipca 2006)
- AWAKE -evoke the urge- (10 grudnia 2008)
- THE CONTINUATION (9 września 2009)
- BLISS OUT (8 grudnia 2010)
- CREATURE (4 kwietnia 2012)

### Single
- 「294036224052」 (22 lutego 2004)
- CHAOS (5 lutego 2005)
- CHAOS Vol. 2 (17 sierpnia 2005)
- DOWNER (11 listopada 2005)
- Fuhai to Fusei (jap. 腐敗と腐生) (1 kwietnia 2006)
- Sukatorojisuto (10 grudnia 2006)
- insult kiss me (23 stycznia 2008)
- DEAREST (20 lutego 2008)
- I'm broken baby (19 marca 2008)
- abyss (July 24, 2008)
- BLOOD (18 listopada 2009)
- SORROW (26 maja 2010)
- SILENCE\THE END (7 maja 2011)
- Useless Sun (2 listopada 2011)
- Dead Blaze (21 listopada 2012)
- Allure (22 maja 2013)

### Składanki
- hevn.8号 (listopad 2003)
- Nagoya Band Catalog 2006 Rebels (19 lipca 2006)
- Visualy[zm] The Cure Century - „Insult Kiss Me” (30 lipca 2008)
- Decade (7 lipca 2013) (Najlepsze z utworów; zawiera 7 ponownie nagranych utworów i nową piosenkę)

### DVD
- BLOODY ALL LOVERS (22 marca 2010)
- Bliss Out Mind -From the End- (22 lutego 2012)